# Estefanía Meléndez
Bhirtmant Estefanía Meléndez Chacón es una activista venezolana. En 2019 fue designada por la Asamblea Nacional como embajadora de Venezuela en Bulgaria.

## Carrera
Meléndez es contadora de profesión. Durante la crisis presidencial de Venezuela, en 2019, fue designada por la Asamblea Nacional como embajadora de Venezuela en Bulgaria con trabajo "concurrente" ante Macedonia del Norte, Montenegro y Albania. Antes de su designación, Meléndez se desempeñaba como activista opositora en Bulgaria.
A finales del año, Meléndez publicó el borrador de una carta que los diputados Luis Parra y Conrado Pérez le entregaron a una oficial de la cancillería de Bulgaria, Emilia Stefanova, durante una visita el 12 de abril en la ciudad capital, Sofía. La carta estaba dirigida a Boiko Borísov, el primer ministro de Bulgaria; decía que a «petición de la representación legal de la empresa Salva Foods 2015» (la empresa dueña de las Tiendas Clap, negocio con el que Alex Saab y Álvaro Pulido controlan la importación de alimentos para el gobierno de Nicolás Maduro) y que luego de una presunta «investigación y visita técnica» practicada a la compañía en Venezuela, se había determinado que no había incurrido en irregularidades y que, por tanto, no había motivos para investigarla.
Meléndez denunció que la visita no fue coordinada por ella y que «tampoco cumplió con el debido proceso al no ser aprobada por las instancias pertinentes en la Asamblea Nacional».